# Vidal González Arenal

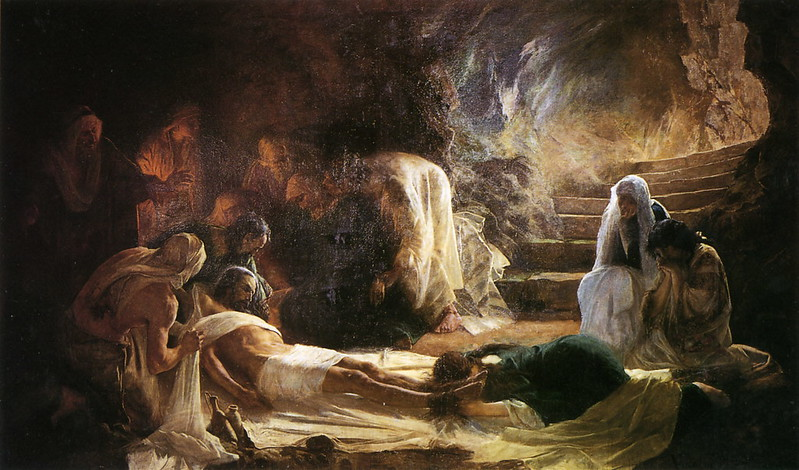
Vidal González Arenal, Deposición de Cristo, 1895 (Museo de Salamanca)

Vidal González Arenal (Vitigudino, 1859 – Madrid, 1925) fue un pintor español.

## Trayectoria
Pasó su infancia en Guadramiro. Quedó huérfano a los 14 años, por lo que tuvo que dedicarse a servir en la casa de un comerciante. Hizo sus primeros estudios de pintura en la Escuela de San Eloy de Salamanca. Fue llamando a filas para cumplir con el servicio militar y pudo, en Madrid, desarrollar su vocación artística. En 1882 se matriculó en la Escuela de Artes y Oficios de Madrid y en 1885 solicitó a la Diputación de Salamanca una beca para mantenerse y proseguir sus estudios en la Escuela Superior de Pintura, Escultura y Grabado, dependiente de la Real Academia de San Fernando, que le fue concedida. Al tiempo que estudiaba, también trabajaba como copista en el Museo del Prado.
En 1891, de nuevo becado por la Diputación, marchó a Roma para ampliar sus estudios artísticos. 
De vuelta a Salamanca, recibió el apoyo del obispo Tomás Cámara y Castro. Aparte de su labor pictórica, también fue profesor del Círculo Católico de Obreros. En 1905 consiguió una plaza de profesor de dibujo y pintura en la Escuela de San Eloy, asignatura que fue suprimida en 1907 por los problemas económicos de la institución. Se dedicó a la pintura de retratos de la burguesía local y a cuadros costumbristas de ambiente salmantino. También fue un reputado restaurador y muralista.
Apurado de recursos económicos y con la salud cada vez más deteriorada, en 1925 se trasladó a Madrid para ser operado y tratado de sus problemas gástricos. Murió a los pocos meses y fue sepultado en el cementerio de la Almudena.

## Reconocimientos
En 1895, González ganó una medalla de 2ª clase en la Exposición Nacional de Bellas Artes con su obra Deposición de Cristo. En aquella convocatoria tuvieron medallas de 1ª clase Joaquín Sorolla con la obra ¡Aún dicen que el pescado es caro!, Alberto Pla y Rubio con ¡A la guerra! y Modesto Urgell con El Pedregal, pueblo civilizado.